# پاها (فیلم)
«پاها» (انگلیسی: Legs) فیلمی در ژانر موزیکال است که در سال ۱۹۸۳ منتشر شد.